# 椅子取りゲーム
椅子取りゲーム（いすとりゲーム）は、子供の遊びの一つ。音楽の停止を合図に、複数人で限られた椅子を取り合う。最後は椅子が一つになるため、椅子の後ろ側にいる人が圧倒的に不利になる。そのため、音楽を止める人が勝敗を握っているといえるが、背もたれ無しのスツールであれば、この問題は無くなる。

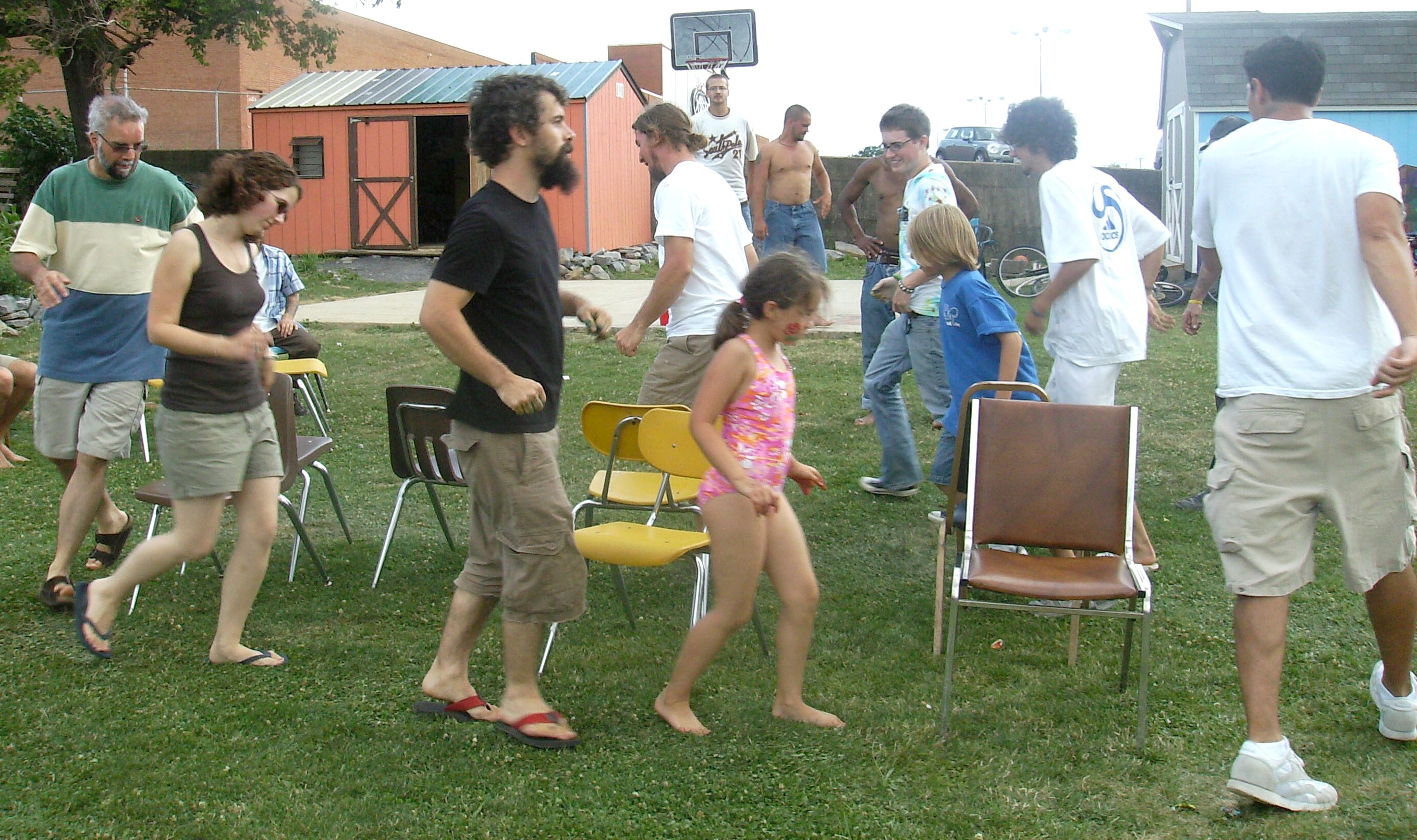
椅子取りゲーム

## 一般的なルール
1. 椅子を外側に向け円状に配置し、その周りに参加者が立つ。椅子の数は参加者の総数よりも少なくする。
2. 音楽と共に参加者は椅子の周りを回る。
3. 音楽が止められると即座に椅子に座る。この時に椅子に座れなかった参加者はそこで負けとなる。
4. 椅子の数を減らしていき、最後まで椅子に座っていた人の勝ち。

もし、3. で椅子に二人以上座ってしまった時の対処法は
- じゃんけんで決める。
- 第三者が椅子の表面積により多く座っていた人を見分ける。
- 無理矢理相手を押しのける。

などで「椅子を取った」と認める。

## 椅子取りゲームの音楽
椅子取りゲームの音楽はオクラホマミキサーが主流。

## 比喩としての椅子取りゲーム
椅子取りゲームのルールから、ポスト争いや競争社会の比喩として使われる。
また、ラッシュ時における始発駅での座席の取り合いも「椅子取りゲーム」と揶揄されることもある。

## テレビ番組などでの椅子取りゲーム
ルールが単純なため、テレビ番組でも使われることがある。
- がっちり買いまショウ（毎日放送制作・NET→TBS系列）
冒頭のコース決めゲームで、不定期に行われていた。3チーム6名の出場者が椅子取りを行い、あぶれた出場者が1チーム分となったら少額コース、次が中額コースとなり、そして最後まで残った出場者の居るチームが高額コースとなる。
- ヤッターマン（フジテレビ系列）
ヤッターパンダ&コパンダ・ヤッタードジラ・ヤッターブルがそれぞれ登場した第58～79話で、アクションメカ選びに使われていた。3体を格納しているヤッターキングの中で、グー子・チョキ子・パー子の3人の少女メカが椅子取りゲームを行い（椅子は1脚なので一発勝負）、グー子が勝てばパンダ&コパンダ、チョキ子が勝てばドジラ、パー子が勝てばブルが、それぞれ出動出来た。なお第66話では、メカ選びに「なんて待ってるほど暇じゃ無いんだよ!!」と癇癪を起こしたドロンジョがキングを攻撃したため、椅子取りは出来ず、キングがビックリドッキリメカを出撃させた。
- アメリカ横断ウルトラクイズ（日本テレビ系列）
第7回（1983年）ジャスパーの、雪中でのコロンビア大平原で、「氷河イス取り早押しクイズ」が行われた。まず全解答者で椅子取りを行い、座れた者は解答権が有り、あぶれた解答者は雪上に置かれた風呂敷の上に座る。解答権の有る者同士で早押しクイズを行い、不正解の者は風呂敷上の解答者と交代。全員がスルーとなったら、風呂敷上の解答者に解答権が移動する。勝抜け者が出たら、再び椅子取り→クイズを繰り返し、敗者1名が出るまで続ける。
- ゲーム・（加ト茶の）史上最大の作戦（TBS系列）
椅子取りゲームを流用したゲームが行われていた。椅子の数は挑戦者＋1と通常とは逆。そして椅子の中には、金の玉（勝抜け分だけある）と黒玉が入っており、全員が座ったら椅子の中の玉を調べ、金が出たら勝抜け、黒玉が出たら失格。また座らなかった椅子の中に金が有ったら、失格者の中から1名敗者復活が出来る。椅子回りの音楽は、司会の加藤茶が所属するザ・ドリフターズのヒット曲「誰かさんと誰かさん」が使われた。
- ミスター味っ子（テレビ東京系列）
第23話「激突! 超豪華シーフードカレー」での「味皇グランプリ」第1回戦「シーフードカレー勝負」で、「イカのシーフードカレー」を出品した味吉陽一、「キンメダイカレー」を出品した下仲基之、「貝のカレー・バターライス添え」を出品した小西和也、「イセエビカレー」を出品した堺一馬のうち、決勝戦2名進出を決める時に、それぞれを模した人形が審査員（甲山・岡田・江川）のスイッチ作動で動かし、椅子取り形式で行われた。だが開始直前、下仲が皿に残ったキンメダイの骨を見て見苦しく思い、リタイヤを表明したため、残りの3名で行い、結果は陽一と一馬の人形が椅子に座って、2人が決勝進出となった（小西は貝を煮込んで味を出そうとしたため、身が固くなってしまった）。なお原作ではこの様な形式では行われず、単に失格者と思われる札を出して決めていた。
- 新春オールスター大運動会（TBS系列の正月特番）
1985年（10社対抗時代）に「ヒップパワーゲーム」を行った。参加者は女子選手80名、これに対し椅子は当初4脚スツールを使い、40→30→20→10脚と減らした後、最後は1脚ではなく5脚、それも円柱状の椅子に変えて行い、全部の椅子に選手が座ったところで底の紙を破って、出た得点が点数となる。
- 輝け!!人気スターチーム対抗大合戦!（日本テレビ系列の正月特番）
1986年から1989年までのラスト近くで、「人間椅子取りゲーム」が行われていた。ルールは通常と同じだが、参加者は女性、男性は椅子の上に座って「人間椅子」と化す。そのため、女性が座るとあられもない行動をする者もいた。なお最後となった1989年の決勝戦は、オール巨人が座った椅子に対し、ダンプ松本とマッハ文朱といった、元女子プロレスラー同士が対決。結果は巨人の椅子にダンプが襲い掛かり、マッハを突き飛ばして優勝となった。
- スーパークイズスペシャル（日本テレビ系列の期首特番）
1996年春から1999年秋にかけて、「椅子取りクイズ」が行われていた。椅子取りをした後、あぶれた出演者は敗者復活クイズを行い、正解すれば座った出演者に向かって「どけ!!」と言って交代する事が出来る。そのため、出演者には若手芸人やコワモテ芸能人を入れる事が多かった。
- キングオブチェアー
- LIAR GAME
原作の四回戦本戦のゲームはイス取りゲームである。ただしルールは大幅に変更されている（ディーラーは「実際の椅子取りゲームとほぼ同じ」と説明している）。音楽がなく、スタートの合図から10分後にイスに座っていなければ何人でも即敗退。着座時間が終了する度に多数決にて「親」を決め、消すイスは「親」が指定するなど、オリジナルのゲームと言える。
- 千原ジュニアの座王
椅子取りゲームで対戦者とテーマを決定する即興お笑い対決番組。
- ラヴィット!
不定期で「ビリビリイス取りゲーム」を行っている。通常のイス取りゲームと異なり、人数分のイスが用意されているが、MCの川島明が1つ番号を秘密裏に指定してからゲームを始める。全員が着席した後、指定された番号に座った人はアウトとなり、座面に電気が流れる。レギュラー放送では1ゲームごとに1人脱落、概ね1放送で3ゲーム行われる。2023年の「ゴールデンラヴィット!」では、65名で開始し、最後の1人を決めるまで1ゲームごとに複数人を落としていく特別仕様で行われた。

## 各言語でのゲーム名
（）内は英語での意味
- 英語：Musical chairs
- ロシア語：Скучно так сидеть（It's boring sitting like this）
- ドイツ語：Reise nach Jerusalem（Journey to Jerusalem）
- フランス語：Chaises musicales（Musical chairs）
- イタリア語：Il gioco della sedia（The Chair Game）
- オランダ語：Stoelendans（Chair dance）
- スペイン語：El juego de las sillas, El juego de la silla（The game of the chairs）; La sillita musical, Las sillas musicales（The musical chair）; アルゼンチン：El baile de las sillas（Dance of the chairs）
- カタルーニャ語：El joc de les cadires（The game of the chairs）
- ポルトガル語：Dança das cadeiras（Dance of the chairs）
- デンマーク語：Stoledans（Chair dance）
- ノルウェー語：Stol-leken（The Chair Game）
- スウェーデン語：Hela havet stormar（The whole sea is storming）
- フィンランド語：Tuolileikki（Chair game）
- ハンガリー語：Székfoglaló（Chair taking game）
- ルーマニア語：Pǎsǎricǎ mutǎ-ţi cuibul（Birdie, move your nest）
- ギリシア語：Μουσικές Καρέκλες（Musical chairs）
- ヘブライ語：kisot muziklayim; כסאות מוזיקליים（Musical chairs）
- トルコ語：Sandalye Kapmaca（Catching chairs）
- タイ語：Kao'ee Dontri（Musical chairs）
- フィリピン語：Trip to Jerusalem
- ヒンディー語：Sangeet ke saath Khursi（Music with the Chairs）
- シンハラ語：Sangeetha Putu Tharagaya（Musical Chairs）
- アッサム語：Xongeet Soki
- 広東語：爭凳仔（fighting for chairs）
- 北京官話：抢凳子（fighting for chairs）